# 22 mars dans les chemins de fer
22 février 22 avril
Chronologies thématiques
- Croisades
- Sports
- Disney

Cette page concerne les événements qui se sont déroulés un 22 mars dans les chemins de fer.

## Événements

### XIXesiècle
- 1847 : en France, ouverture de  la section de Rouen au Havre (94 km), de la ligne de Paris-Saint-Lazare au Havre[1].
- 1847 : en France, inauguration officielle de la section Draguignan - Meyrargues de la ligne Central-Var.
- 1871 : en Suisse, une collision en gare de Colombier entre un train de militaires et un train de marchandises fait 23 morts et 72 blessés.

### XXesiècle
- 1841 : en France, une loi concernant la construction du chemin de fer reliant la Méditerranée au Niger[2].
- 1992 : en France, un prototype de l'aérotrain de Jean Bertin, prédécesseur du TGV resté à l'état de projet, remisé depuis 18 ans dans un hangar, est détruit par un incendie criminel.